# Claudio Abbado
Claudio Abbado   (Milà, 26 de juny de 1933 - Bolonya, 20 de gener de 2014) va ser un director d'orquestra italià, un dels principals directors de la seva generació. Va exercir com a director musical de La Scala de Milà, director principal de la Filharmònica de Berlín, director principal de l'⁣Orquestra Simfònica de Londres, director convidat principal de l'⁣Orquestra Simfònica de Chicago, director musical de l'⁣Òpera Estatal de Viena, fundador i director de la Lucerne Festival Orchestra, fundador i director de la Mahler Chamber Orchestra, director artístic fundador de l'Orquestra Mozart i director musical de l'European Union Youth Orchestra.

## Biografia

### Infància i joventut i antecedents familiars
La família Abbado durant diverses generacions va gaudir tant de riquesa com de respecte a la seva comunitat. El besavi d'Abbado va embrutar la reputació de la família en perdre en el joc la fortuna familiar. El seu fill, l'avi d'Abbado, va ser professor a la Universitat de Torí; va restablir la reputació de la família i també va mostrar talent com a músic aficionat.
Nascut a Milà (Itàlia), el 26 de juny de 1933, Claudio Abbado era fill del violinista Michelangelo Abbado. El seu pare, violinista professional i professor al Conservatori Giuseppe Verdi, va ser el seu primer professor de piano. La seva mare, Maria Carmela Savagnone, també era una pianista experta. El seu germà, Marcello Abbado (nascut el 1926), va ser concertista, compositor i professor al Conservatori Rossini de Pesaro. La seva germana també va mostrar talent en la música, però no va seguir una carrera musical després del seu matrimoni. El seu altre germà es va convertir més tard en un arquitecte d'èxit.
La infantesa d'Abbado va coincidir amb l'ocupació nazi de Milà. Durant aquest temps, la seva mare va passar un temps a la presó per haver acollit un nen jueu. Aquest període va consolidar els seus sentiments polítics antifeixistes. D'ell mateix hi ha una famosa anècdota sobre com, quan només tenia onze anys, va escriure «Viva Bartók» en un mur local que va cridar l'atenció de la Gestapo i els va enviar a la recerca del culpable. La seva apassionada oposició al feixisme va continuar durant els seus anys d'adult.
Durant la seva joventut es va desenvolupar el seu interès musical, assistint a actuacions a La Scala, així com a assaigs orquestrals a Milà dirigits per directors com ara Arturo Toscanini o Wilhelm Furtwängler. Més tard va recordar que odiava veure Toscanini a l'assaig. Altres directors que el van influir van ser Bruno Walter, Josef Krips i Herbert von Karajan. En escoltar la direcció d'⁣Antonio Guarnieri dels Nocturns de Claude Debussy Abbado va decidir que ell també seria director. Als quinze anys, Abbado va conèixer Leonard Bernstein quan Bernstein dirigia una actuació amb el pare d'Abbado com a solista. Bernstein va comentar: «Tens la mirada per ser un director d'orquestra».

### Educació i primers compromisos

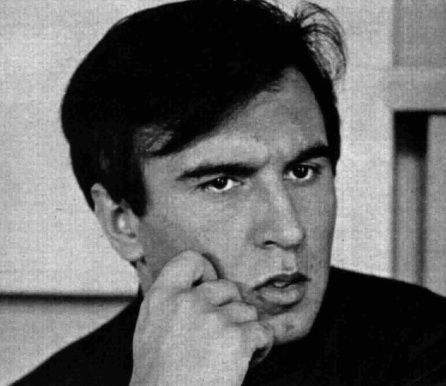
Claudio Abbado el 1965

Abbado va estudiar piano, composició i direcció al Conservatori de Milà i es va graduar en piano el 1955. L'any següent, va estudiar direcció amb Hans Swarowsky a l'⁣Acadèmia de Música de Viena, per recomanació de Zubin Mehta. Abbado i Mehta es van unir al cor de l'Acadèmia per poder veure els assajos de directors com ara Bruno Walter o Herbert von Karajan. També va estar a l'⁣Acadèmia Chigiana de Siena.
El 1958, Abbado va debutar com a director a Trieste. Aquell estiu, va guanyar el Concurs internacional Serge Koussevitzky per a directors al Festival de Música de Tanglewood, que va donar lloc a una sèrie de compromisos de direcció d'òpera a Itàlia. El 1959, va dirigir la seva primera òpera, L'Amour des trois oranges, a Trieste. Va debutar com a director a La Scala l'any 1960. El 1963 va guanyar el Premi Dimitri Mitropoulos per a directors, que li va permetre treballar durant cinc mesos amb la Filharmònica de Nova York com a director assistent de Bernstein. Va debutar com a director professional a la Filharmònica de Nova York el 7 d'abril de 1963. Una aparició l'any 1965 al Festival RIAS de Berlín va portar a una invitació d'⁣Herbert von Karajan al Festival de Salzburg l'any següent per treballar amb la Filharmònica de Viena. El 1965, Abbado va fer el seu debut britànic amb l'⁣Orquestra Hallé, seguit el 1966 pel seu debut amb l'Orquestra Simfònica de Londres (LSO).
Abbado va ensenyar música de cambra durant tres anys a principis de la dècada de 1960 a Parma.

### Carrera com a director
El 1969, Abbado va esdevenir el director principal de La Scala i el 1972 va ser nomenat director musical de la companyia. El 1976 va passar a ser-ne codirector artístic, juntament amb Giorgio Strehler i Carlo Maria Badini. Durant el temps que va ocupar aquest càrrec, va allargar la temporada d'òpera a quatre mesos i es va centrar a oferir representacions a preus econòmics per a la classe treballadora i els estudiants. A més del repertori operístic estàndard, va presentar òperes contemporànies, entre les quals obres de Luigi Dallapiccola i de Luigi Nono, en particular i l'estrena mundial d'⁣Al gran sole carico d'amore de Nono. El 1976, va portar als Estats Units la companyia de La Scala, que va fer el seu debut en aquell país a Washington DC per al Bicentenari de la Declaració d'Independència. El 1982 va fundar la Filarmonica della Scala per a la interpretació del repertori orquestral de l'orquestra de l'òpera. Abbado va romandre afiliat a La Scala fins a 1986.
El 7 d'octubre de 1968, Abbado va debutar al Metropolitan Opera de Nova York amb Don Carlo. Des de 1971 va treballar més amb la Orquestra Filharmònica de Viena; els anys 1988 i 1991 hi va dirigir el concert de Cap d'Any de l'orquestra. Va rebre l'Anell de la Filharmònica i la Medalla d'Or Nicolai de la Filharmònica de Viena.
De 1975 a 1979 va ser director convidat principal de l'⁣Orquestra Simfònica de Londres (LSO) i des de 1979 i en va director principal, càrrec que va ocupar fins a 1987. També va ser director musical de la LSO des de 1984 fins al final del seu mandat de director principal. De 1982 a 1985, va ser director convidat principal de l'⁣Orquestra Simfònica de Chicago (CSO). El 1986, Abbado va ser nomenat Generalmusikdirector (GMD) de la ciutat de Viena i, paral·lelament, va ser director musical de l'⁣Òpera Estatal de Viena de 1986 a 1991. Durant el seu mandat com a GMD a Viena, el 1988, va fundar el festival de música Wien Modern. Allà va donar suport a nombrosos compositors contemporanis com ara György Ligeti, Pierre Boulez o Luigi Nono.

#### Filharmònica de Berlín
Abbado va dirigir per primera vegada la Filharmònica de Berlín el desembre de 1966. A finals de la dècada de 1980 se sospitava que podria arribar a ser director musical de la Filharmònica de Nova York. No obstant això, després de les aparicions com a director convidat, el 1989, la Filharmònica de Berlín el va escollir com a director en cap i director artístic, per succeir ⁣Herbert von Karajan. Durant el seu mandat a Berlín, Abbado va supervisar una major presència de la música contemporània a la programació de l'orquestra, a diferència de Karajan, que s'havia centrat en obres del romanticisme tardà. El 1992, va cofundar 'Berlin Encounters', un festival de música de cambra. El 1994, va esdevenir director artístic del Festival de Pasqua de Salzburg. El 1998, va anunciar que deixaria la Filharmònica de Berlín després de l'expiració del seu contracte el 2002. Abans de la seva marxa, li van diagnosticar càncer d'estómac l'any 2000, que va portar a la cancel·lació d'una sèrie de compromisos amb l'orquestra. El tractament mèdic posterior va portar a l'extirpació d'una part del seu sistema digestiu, i va cancel·lar les seves activitats de direcció durant tres mesos el 2001.
El 2004, Abbado va tornar a dirigir la Filharmònica de Berlín per primera vegada des de la seva marxa com a director en cap, per a concerts de la Simfonia núm. 6 de Mahler gravats en directe per a la seva publicació comercial. El CD resultant va guanyar el premi a la millor gravació orquestral i enregistrament de l'any als premis de la revista Gramophone l'any 2006. L'Acadèmia de l'Orquestra de la Filharmònica de Berlín va establir el Claudio Abbado Kompositionspreis (Premi de Composició Claudio Abbado) en el seu honor, que des de llavors ha estat atorgat el 2006, 2010, 2014, 2017, 2020 i 2022.

#### Altres orquestres i treballs posteriors a Berlín
A més del seu treball amb conjunts consolidats, Abbado va fundar una sèrie de noves orquestres amb músics més joves com a nucli. Aquests van incloure l'Orquestra Juvenil de la Comunitat Europea (més tard l'⁣Orquestra Juvenil de la Unió Europea, EUYO), el 1978, i la Gustav Mahler Jugendorchester (GMJO; Gustav Mahler Youth Orchestra) el 1988). En ambdós casos, músics de les respectives orquestres juvenils van fundar orquestres derivades, l'⁣Orquestra de Cambra d'Europa (COE) i la Mahler Chamber Orchestra, respectivament. Abbado també va treballar regularment amb aquests dos conjunts i va ser assessor artístic del COE, tot i que no tenia un títol formal amb l'Orquestra de Cambra Mahler. Al seu torn, l'Orquestra de Cambra Mahler va formar el nucli de la nova encarnació de l'⁣Orquestra del Festival de Lucerna, que Abbado i Michael Haefliger del Festival de Lucerna van establir a principis dels anys 2000, i que va comptar amb músics de diverses orquestres amb les quals Abbado va mantenir relacions artístiques de llarga durada. Des de 2004 fins a la seva mort, Abbado va ser el director musical i artístic de l'⁣Orquestra Mozart de Bolonya. A més del seu treball amb l'EUYO i el GMJO, Abbado va col·laborar amb l'⁣Orquestra Sinfónica Simón Bolívar de Veneçuela.

### Mort

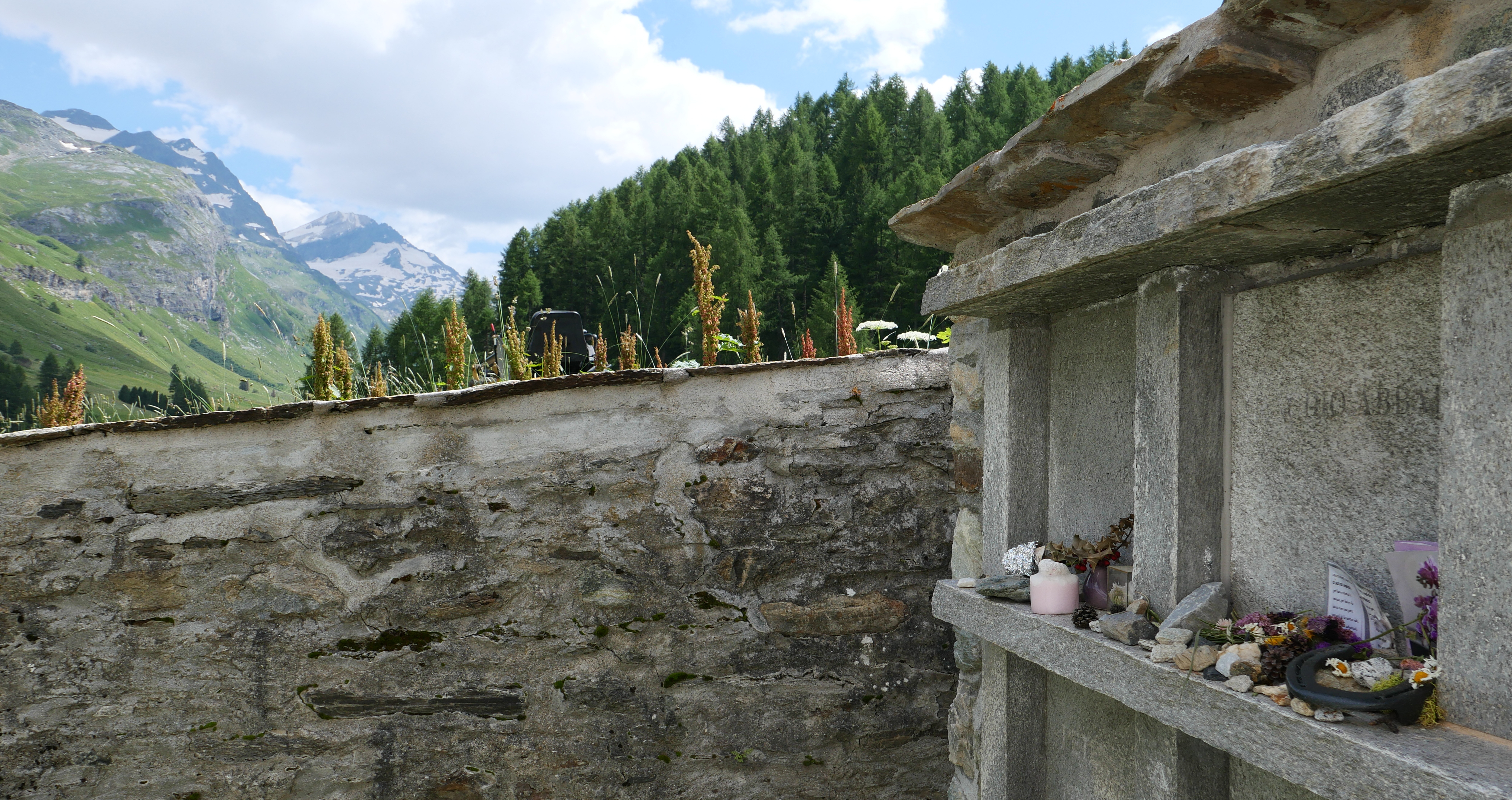
La tomba de l'urna el 2024 amb la vall de Fex al fons.

Abbado va morir com a conseqüència de l'esmentat càncer d'estómac a Bolonya el 20 de gener de 2014, a 80 anys. Una setmana més tard, en homenatge a ell, l'orquestra Filarmonica della Scala, dirigida per Daniel Barenboim, va interpretar el moviment lent de la Simfonia núm. 3 de Beethoven (Marcia funebre: Adagio assai en do menor) a un teatre buit, l'actuació es va retransmetre a una multitud a la plaça davant del teatre de l'òpera i es va retransmetre en directe a través del web de La Scala.
Les restes mortals d'Abbado van ser incinerades i una urna amb una part de les seves cendres va ser enterrada al cementiri de la capella del segle XV de Fex-Crasta a la Val Fex. És una part del municipi de Sils Maria, un poble del cantó suís dels Grisons on Abbado tenia una casa de vacances.
El seu patrimoni musical va ser traslladat a la Biblioteca Estatal de Berlín on s'està catalogant i digitalitzant.

## Vida personal
Del seu primer matrimoni, del 1956, amb la cantant Giovanna Cavazzoni, Abbado va tenir dos fills: Daniele Abbado (nascut el 1958), que es va convertir en director d'òpera, i Alessandra (nascuda el 1959). El seu primer matrimoni va ser dissolt. Del seu segon matrimoni, amb Gabriella Cantalupi, Abbado va tenir un fill, Sebastiano. La seva relació de quatre anys amb Viktoria Mullova va donar com a resultat el primer fill de Mullova, el baixista de jazz, Misha Mullov-Abbado. El nebot d'Abbado, fill del seu germà Marcello, és el director d'orquestra Roberto Abbado.

## Direcció

### Repertori
Entre una àmplia gamma d'obres romàntiques que va gravar i interpretar, Abbado va tenir una afinitat particular amb la música de Gustav Mahler, les simfonies del qual va gravar diverses vegades. Malgrat això, mai va aconseguir completar un cicle amb una sola orquestra: en una barreja d'estudis i concerts, va gravar les Simfonies 1–2 i 5–7 a Chicago, les Simfonies 2–4, 9 i l'Adagio de 10 a Viena, les Simfonies 1 i 3–9 a Berlín, i les Simfonies 1–7 i 9 a Lucerna. La vuitena prevista a Lucerna (la culminació prevista del seu recorregut per les simfonies allà) va haver de ser cancel·lada a causa de la seva mala salut. Finalment, la simfonia es va interpretar i gravar el 2016 amb Riccardo Chailly com a homenatge a Abbado. Un altre Desè Adagio gravat en directe a Berlín el 2011 es va emetre com a part d'un conjunt de la Filharmònica de Berlín Mahler el 2020.
També són notables les seves interpretacions d'obres modernes de compositors com Arnold Schönberg, Karlheinz Stockhausen, Giacomo Manzoni, Luigi Nono, Bruno Maderna, György Ligeti, Giovanni Sollima, Roberto Carnevale, Franco Donatoni i George Benjamin.

### Estil musical
Abbado acostuma a parlar molt poc a l'assaig, de vegades utilitzant la simple petició a les orquestres per «escoltar». Això era un reflex de la seva preferència per la comunicació com a director mitjançant el gest físic i els ulls, i la seva percepció que a les orquestres no els agradaven els directors que parlaven molt a l'assaig. Clive Gillinson va caracteritzar l'estil d'Abbado de la següent manera:
Bàsicament, no diu res durant els assajos i parla molt en veu baixa, perquè és molt tímid, així que la gent pot avorrir-se. Però funciona perquè tothom sap que les interpretacions són tan grans. Mai he conegut ningú més persuasiu. És el director més natural del món. Alguns directors necessiten expressar verbalment el que volen amb paraules, però Claudio simplement ho mostra, ho fa.
Abbado va dirigir sovint de memòria, com ell mateix va assenyalar:
És indispensable conèixer a la perfecció la partitura i familiaritzar-se amb la vida, les obres i tota l'època del compositor. Em sento més segur sense partitura. La comunicació amb l'orquestra és més fàcil.

### Enregistraments
Abbado va gravar àmpliament per a diversos segells, com ara Decca, Deutsche Grammophon, Columbia (més tard Sony Classical) i EMI. Va dirigir nombrosos enregistraments d'òpera que van rebre diversos premis. Entre aquests hi havia el Premi Diapason el 1966 i el 1967; també el 1967 va rebre el Grand Prix du Disque. El 1968 va rebre el Deutscher Schallplattenpreis i també l'Edison Music Awards. El 1973, la Societat Mozart de Viena li va concedir la Medalla Mozart. Abbado va rebre el premi Grammy 1997 a la categoria de millor interpretació de petit conjunt (amb o sense director) per «Hindemith: Kammermusik No. 1 With Finale 1921, Op. 24 No. 1» i el premi Grammy 2005 al millor solista instrumental, Categoria d'actuació (amb orquestra) per a «Beethoven: Concerts per a piano núms. 2 i 3» interpretat per Martha Argerich.
El 2012, Abbado va ser votat al Saló de la Fama de Gramophone aquell abril, i al maig va rebre el premi de director als Premis de Música de la Royal Philharmonic Society.

## Honors i premis
- Premi Koussevitzky, 1958[8]

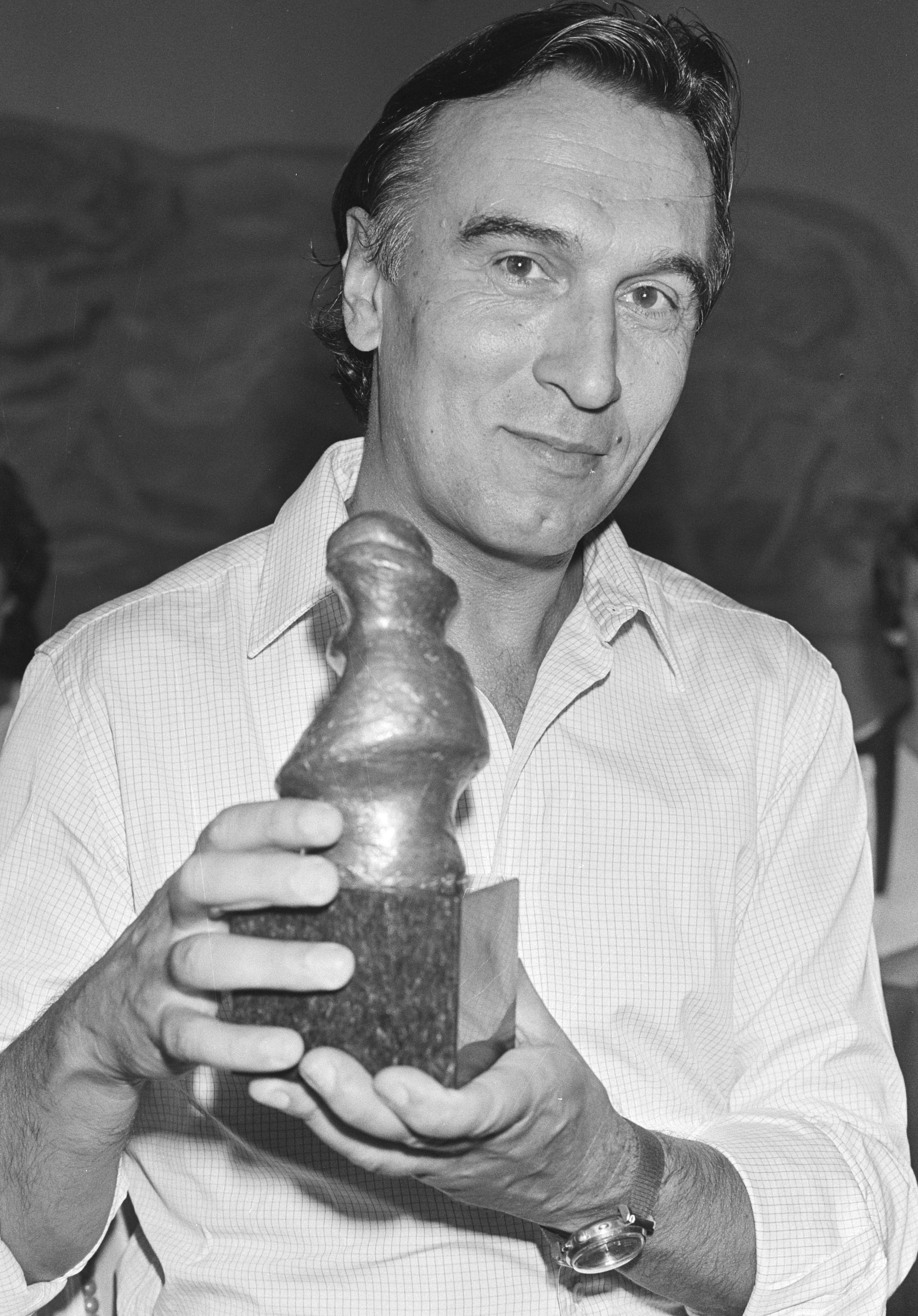
Claudio Abbado el 1982

- Dimitri Mitropoulos Memorial International Competition, 1963 (va guanyar la posició d'un any com a director assistent de Leonard Bernstein a la Filharmònica de Nova York)[6]
- Cavaller Gran Creu de l'Orde del Mèrit de la República Italiana, 12 de juliol de 1984[46]
- Medalla Mahler, 1985[47]
- Gran creu de la Legió d'Honor, 1986[47]
- Ciutat de Viena, Ehrenring [Anell d'honor], 1994[18][47]
- Premi de música Ernst von Siemens, 1994[48]
- Medalla al Mèrit per la Cultura i l'Art, 13 de gener de 1997[18][49]
- Cavaller Comandant de l'⁣Ordre del Mèrit de la República Federal d'Alemanya, 2002[50][18][47]
- Praemium Imperiale, 2003[51]
- Medalla d'Or de la Royal Philharmonic Society, 2003[52]
- Premi Wolff d'Arts, 2008[53]

Abbado va rebre doctorats honoris causa per les universitats de Ferrara (1990), Cambridge (1994), Aberdeen (1986) i l'Havana.
El 30 d'agost de 2013, el president Giorgio Napolitano, va nomenar Abbado al Senat italià com a senador vitalici, en honor als seus «assoliments culturals excepcionals». Abbado es va convertir en membre de la Comissió d'Educació Pública i Patrimoni Cultural del Senat italià el 25 de setembre de 2013.